# 1877 en Suisse

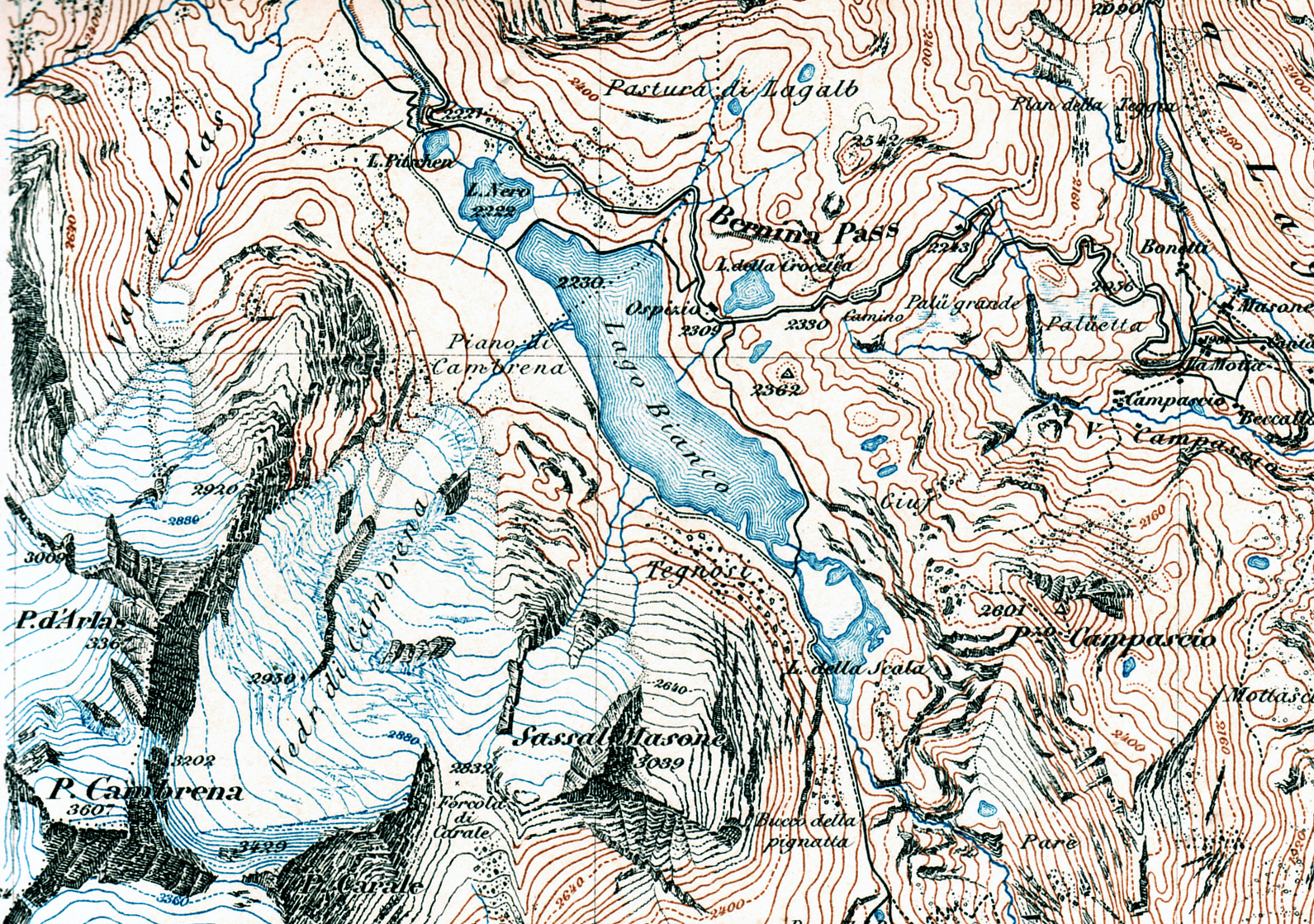
Berminapass

Chronologie de la Suisse
- 1873
- 1874
- 1875
- 1876
- 1877
- 1878
- 1879
- 1880
- 1881

Chronologie de la Suisse
1876 en Suisse - 1877 en Suisse - 1878 en Suisse

## Gouvernement au1erjanvier 1877
- Conseil fédéral[1]
  - Joachim Heer (PRD), président de la Confédération
  - Karl Schenk (PRD), vice-président de la Confédération
  - Bernhard Hammer (PRD)
  - Emil Welti (PRD)
  - Numa Droz (PRD)
  - Fridolin Anderwert (PRD)
  - Johann Jakob Scherer (PRD)

## Évènements

### Janvier
Lundi 1er janvier 
- Entrée en vigueur de la loi fédérale sur les poids et mesures qui impose le système métrique en Suisse.
- Entrée en vigueur de la loi fédérale sur la naturalisation suisse et la renonciation à la nationalité suisse.

### Février
Jeudi 8 février 
- Décès à Lausanne, à l’âge de 77 ans, de l’avocat Jean Muret, auteur d’un herbier de la flore suisse.

 Dimanche 25 février 
- Décès à Lausanne, à l’âge de 67 ans, de l’entrepreneur horloger Auguste Agassiz.

### Mars
Jeudi 1er mars 
- Décès à Genève, à l’âge de 64 ans, de l’entrepreneur horloger Antoine Norbert de Patek.

 Vendredi 16 mars 
- Mise en service du premier funiculaire suisse entre Lausanne et Ouchy.
- 23 mars :
- La première loi fédérale sur les fabriques instaure la journée de onze heures et interdit de faire travailler des enfants[2]. Le comité d'initiative publie un article dans le journal de Genève le 20 octobre 1877 concernant leur opposition contre cette loi[3].

### Mai
Dimanche 13 mai 
- Décès à Zurich, à l’âge de 54 ans, de Markus Getsch Dreifuss, premier juif suisse à s'immatriculer à la faculté des lettres de l'Université de Bâle et premier juif déclaré éligible à un poste d'instituteur titulaire.

### Juin
Vendredi 1er juin 
- Ouverture de la ligne ferroviaire Sierre-Loèche (VS).

### Juillet
Dimanche 1er juillet 
- Le premier numéro du Démocrate paraît à Delémont (JU).

### Août
Mercredi 1er août 
- Entrée en vigueur la loi fédérale sur le prix de vente des enveloppes timbrées.

 Dimanche 5 août 
- Entrée en vigueur de la loi fédérale concernant le placement des fonds de la Confédération.

 Lundi 6 août 
- Début du Congrès phylloxérique international à Lausanne.

 Dimanche 26 août 
- À la suite d'accrochages entre des gendarmes et manifestants, le gouvernement Tessin ordonne l'occupation militaire de Lugano.

 27 août  : à Lugano, des gendarmes arrêtent des jeunes gens armés de sabres et de revolvers qui chantent des chansons révolutionnaires dans la rue. Bilan: plusieurs blessés.

### Septembre
Vendredi 21 septembre 
- Fondation à Genève, de la Croix-Bleue, association de lutte contre l'alcoolisme.

### Octobre
Lundi 1er octobre 
- Entrée en vigueur de la loi fédérale concernant la correspondance télégraphique dans l'intérieur de la Suisse.

 Samedi 6 octobre 
- Entrée en vigueur de la loi fédérale concernant la police des eaux dans les régions élevées.

 Dimanche 21 octobre 
- Votations fédérales. Le peuple approuve, par 181 204 oui (51,5 %) contre 170 857 non (48,5 %), la loi sur les fabriques, réduisant la durée du travail à onze heures par jour, interdisant le travail des enfants et le travail dominical.
- Votations fédérales. Le peuple rejette, par 181 383 non (51,6 %) contre 170 223 oui (48,5 %), la loi fédérale sur la taxe d'exemption du service militaire.
- Votations fédérales. Le peuple rejette, par 213 230 non (61,8 %) contre 131 557 oui (38,2 %), la loi fédérale concernant les droits politiques des Suisses établis et en séjour, et la perte des droits politiques des citoyens suisses.
- Le village d'Airolo (TI) est complètement détruit par un incendie.

 Dimanche 28 octobre 
- Décès à Genève, à l’’âge de 75 ans, du peintre François Diday.

### Novembre
Lundi 5 novembre 
- Un incendie ravage le village de Scuol (GR). Deux hommes perdent la vie et une quarantaine de bâtiments sont détruits.

### Décembre
Mercredi 12 décembre 
- Décès à Genève, à l’âge de 69 ans, de l’entrepreneur horloger Jules Jürgensen.

 Lundi 17 décembre 
- Premier essai de liaison téléphonique en Suisse entre Thoune et Berne.

 Lundi 31 décembre 
- Décès à La Tour-de-Peilz (VD), à l’âge de 58 ans, du peintre français Gustave Courbet.